# Lista okrętów podwodnych typu VII C/41
Zbudowano 91 niemieckich okrętów podwodnych (U-Bootów) typu VII C/41:
U-292, U-293, U-294, U-295, U-296, U-297, U-298, U-299, U-300, U-317, U-318, U-319, U-320, U-321, U-322, U-323, U-324, U-325, U-326, U-327, U-328, U-827, U-828, U-929, U-930, U-995, U-997, U-998, U-999, U-1000, U-1001, U-1002, U-1003, U-1004, U-1005, U-1006, U-1007, U-1008, U-1009, U-1010, U-1013, U-1014, U-1015, U-1016, U-1017, U-1018, U-1019, U-1020, U-1021, U-1022, U-1023, U-1024, U-1025, U-1063, U-1064, U-1065, U-1103, U-1104, U-1105, U-1106, U-1107, U-1108, U-1109, U-1110, U-1163, U-1164, U-1165, U-1166, U-1167, U-1168, U-1169, U-1170, U-1171, U-1172, U-1271, U-1272, U-1273, U-1274, U-1275, U-1276, U-1277, U-1278, U-1279, U-1301, U-1302, U-1303, U-1304, U-1305, U-1306, U-1307, U-1308.